# Ryan Karazija
Ryan Karazija (nascido Ryan Joseph Karazija, Santa Clara, 19 de março de 1982 - 27 de outubro de 2022) foi um cantor e compositor estudunidense de origem lituana, indígena norte-americano e espanhola, fundador e vocalista das bandas Audrye Sessions e Low Roar.
Nascido em Santa Clara e crescido em Oakland (Califórnia), mudou-se para a Islândia, onde formou sua banda de maior êxito, Low Roar. Mais tarde passou a habitar Varsóvia, na Polônia.
Foi reconhecido por suas músicas fazerem parte da trilha sonora do jogo de videogame, Death Stranding.
Em 29 de outubro de 2022, a banda Low Roar anuncia o falecimento de Ryan Karazija.

## Vida Pessoal
De pai lituano e mãe estadunidense com descendência espanhola e nativo americana, Ryan Karazija nasceu na Califórnia, em 19 de março de 1982.
Karazija começou a tocar guitarra aos 16 anos. Aos 18 anos, Ryan abandonou a faculdade de psicologia para se tornar músico.
Antes de tocar juntos no Audrye Sessions, Karazija e baixista da banda, Alicia Marie Campbell, tiveram um relacionamento amoroso.
Foi viver na Islândia em 2010 em razão do seu casamento e mudando-se para Varsóvia após seu divórcio.

## Carreira

### Audrye Sessions
Em 2002, Karazija passa a se apresentar nos clubes locais de Oakland sob o nome de  Audrye Sessions. Posteriormente, ingressaram na banda a baixista Alicia Marie Campbell, o baterista James Leste e o guitarrista Michael Knox.
Para nomear a banda, Karazija inspirou-se em uma propaganda da Sony onde um extraterrestre gravava um CD para uma garota.
Audrye Sessions acaba em 2010.

### Low Roar
A banda de maior destaque de Karazija nasce em 2011, quando o artista mudou-se para a Islândia e passa a fazer gravações na própria cozinha.
Junto ao pronunciamento da morte de Karazija, Low Roar também anunciou que o sexto álbum da banda já estava em produção e que seria lançado logo após sua conclusão.

## Discografia

### Audrye Sessions

#### Álbuns
- 2009 - Audrye Sessions

#### EP
- 2008 - Audrye Sessions
- 2011 - An Otherwise Perfect Day

#### Single
- 2008 - Relentless

### Low Roar

#### Álbuns
- 2011 - Low Roar
- 2014 - 0
- 2017 - Once in a Long, Long While
- 2019 - Ross.
- 2021 - maybe tomorrow...

#### EP
- 2020 - Inure

#### Single
- 2019 - Darkest Hour
- 2020 - Do You Miss Me?
- 2021 - Everything to Lose
- 2021 - Hummingbird

## Morte
Em 29 de outubro de 2022, a banda Low Roar anuncia o falecimento de Ryan Karazija devido complicações de uma pneumonia. Hideo Kojima, assim como sua produtora Kojima Productions, que trabalharam com Karazija no jogo Death Stranding prestaram suas homenagens ao músico.